# Girolamo Balbi
Girolamo Balbi (auch Hieronymus Balbus, eigtl. Accellini) (* um 1450 in Venedig; † 1535 ebenda) war ein italienischer Humanist und Bischof.

## Leben
Balbi war gebürtiger Venezianer und nahm den Geburtsnamen seiner Mutter an, sein eigentlicher Name war Accellini. In jungen Jahren war er in Rom ein Schüler von Julius Pomponius Laetus. Der spätere Papst Pius IV. war sein Studiengenosse. Von 1489 bis 1492 hielt er an der Universität von Paris Vorlesungen über kanonisches Recht, Moralphilosophie und Astronomie. Aufgrund eines Konflikts mit einigen Schülern und der Beschuldigung der Ketzerei und des unsittlichen Lebenswandels (er wurde von Erasmus von Rotterdam verteidigt) verließ er Paris. Nach einem Aufenthalt in England kam er nach Padua und wurde von dort im Jahr 1494 von Maximilian I. an die Universität Wien berufen, wo er sich an der Sodalitas Danubiana von Conrad Celtis beteiligte.
Als er 1499 über Ungarn nach Italien heimkehren wollte, wurde er in einem Wald von Räubern ausgeraubt und verwundet, wodurch er wieder nach Wien zurückkehren musste. Es folgte eine längere Lehrtätigkeit in Prag, die ihm viel Bewunderung einbrachte. Der ungarische König Ladislaus betraute ihn mit der Erziehung von Prinz Ludwig und dessen Schwester Anna. Als Belohnung erhielt er die Propstei St. Martin in Preßburg verliehen, nachdem er kurz zuvor beim Bischof von Fünfkirchen in den geistlichen Stand eingetreten war. Mehrmals wurde er in diplomatischen Angelegenheiten ins Ausland geschickt, so nahm er an der Hochzeitsfeier des polnischen Königs Sigismund in Krakau teil. 1520 erschien er als ungarischer Gesandter an der Krönung von Kaiser Karl V. in Aachen. Auf dem Reichstag von Worms sprach er sich scharf gegen Luther aus.
Am 11. März 1522 wurde er durch Papst Hadrian VI. zum Bischof von Gurk ernannt. Am 25. März 1523 erhielt er in Rom die Bischofsweihe durch Kardinal Lorenzo Pucci. Bei dieser Gelegenheit wohnte er im Palast des Papstes und verkehrte mit vielen Gelehrten. Seine vor Hadrian VI. vorgetragene Rede über die Türkengefahr und die allgemeine Pazifikation wurde in Rom in gedruckter Version verbreitet. Erst am 17. Dezember 1523 nahm er von seiner Kathedrale in Gurk Besitz. In einer ersten Synode warnte er vor der Lutherischen Lehre und forderte den Klerus auf, an den alten Bräuchen festzuhalten.
Wegen seiner häufigen Abwesenheiten wurde ihm mit Antonius Salamanca-Hoyos ein Koadjutor zur Seite gestellt. Auf seinem Schloss in Straßburg schrieb er sein Werk De fortitudine, das in Rom in Druck ging. 1526 resignierte er aus unbekannten Gründen als Bischof von Gurk und zog wieder nach Venedig. 1530 nahm er noch an der Kaiserkrönung Karls V. in Bologna teil. Er starb in ärmlichen Verhältnissen und wurde in der Kirche San Giovanni e Paolo in Venedig beigesetzt.